# Anita Ganeri
Anita Ganeri (née en 1961) est une auteure indienne de la série primée Horrible Géographie et de nombreux autres livres documentaires pour enfants. 

## Petite enfance et éducation
Ganeri est née à Calcutta, en Inde ; sa famille émigre en Angleterre alors qu'elle est bébé. Elle étudie à Stamford High School et obtient un diplôme de l'Université de Cambridge en français, allemand et hindi.

## Carrière
Ganeri travaille dans l'édition pendant plusieurs années - d'abord comme gestionnaire des droits étrangers pour l'éditeur Walker, ensuite chez l'éditeur Usborne, avant de devenir écrivain indépendant. Son premier livre est édité par Ladybird Books et s'intitule How it work. Elle écrit plus de 600 livres documentaires à un rythme de 15 à 20 par an. Ses livres couvrent de nombreux sujets tels que la géographie, la mythologie, la religion, l'histoire, les animaux, le climat, les sciences.
Son travail pour la série Horrible Géographie lui vaut de devenir membre de la Royal Geographical Society.

## Vie privée
Ganeri réside à Ilkley, Yorkshire de l'Ouest, avec son mari, Chris Oxlade qui est auteur pour enfants.

## Récompenses
| Année | Prix |
| ----- | --- |
| 1999  | Médaille d'argent de la Geographical Association pour Horrible Geography: Odious Oceans, Violent Volcanoes and Stormy Weather |
| 2007  | Practical Pre-School Award pour First Book of Festivals |
| 2008  | Geographical Association Highly Commended Award pour Horrible Geography: The Horrible Geography of the World, |
| 2009  | Prix du livre Blue Peter pour le meilleur livre contenant des faits, pour Horrible Geography Handbooks: Planet In Peril |
| 2010  | Médaille de l'éducation Joy Tivy, présentée par la Royal Scottish Geographical Society, pour « un enseignement exemplaire, exceptionnel et inspirant, une politique éducative ou un travail dans des espaces éducatifs formels et informels » |